# Lord Proprietor
Lord Proprietor (auch Lord Proprietary) war der gubernative Titel für die aus dem Adel stammenden Proprietoren, die mit der Regierung und Verwaltung bestimmter britischer Kolonien meist in Nordamerika beauftragt wurden. So wurden nach der Stuart-Restauration 1660 beispielsweise das heutige New Jersey oder Carolina an Unterstützer Karls II. vergeben. Maryland stand bereits seit 1632 unter der Regierung der Familie Calvert.

## Lords Proprietary of Carolina
Ursprünglich gab es acht Lords Proprietor für die Provinz Carolina. Diese wurde 1729 in die Provinzen North und South Carolina geteilt:
- George Monck, 1. Duke of Albemarle (1608–1670)
- Edward Hyde, 1. Earl of Clarendon (1609–1674)
- John Berkeley, 1. Baron Berkeley of Stratton (1602–1678)
- William Craven, 1. Earl of Craven (1608–1697)
- Sir George Carteret, 1. Baronet (etwa 1610–1680)
- Sir William Berkeley (1605–1677)
- Sir John Colleton (1608–1666)
- Anthony Ashley Cooper, 1. Earl of Shaftesbury (1621–1683).

Sieben der Erben, die Ausnahme bildet der Erbe des Hauses Carteret, verkauften 1729 ihre Anteile an den Provinzen an die Krone und beendeten damit die Regierung der Provinz durch die Proprietoren.

## Jersey/New Jersey
Im heutigen New Jersey gab es zwei proprietäre Lordschaften:

### Lords Proprietary of East Jersey
- August 1665 – 14. Januar 1680: Sir George Carteret (etwa 1610–1680)
- Januar 1680 – 1682: 8 weitere Proprietoren
- 1682 – 1688: 24 Proprietors (1. Folge)
- 1692 – April 1703: 24 Proprietors (2. Folge)

### Lords Proprietary of West Jersey
- August 1665 – 18. März 1674: John Berkeley, 1. Baron Berkeley of Stratton (1602–1678)
- 18. März 1674 – Februar 1675: Edward Byllynge (gestorben 1687, 1. Proprietariat) gemeinsam mit John Fenwick (1618–1683)
- Februar 1675 – September 1683: Treuhänderschaft
- September 1683–1687: Edward Byllynge (2. Proprietariat)
- Februar 1687–1688: Daniel Coxe (etwa 1640–1730)
- 1692 – April 1703: 12 weitere Proprietoren

1702/3 wurden East und West Jersey zur königlichen Kolonie New Jersey vereinigt.

## Lords Proprietary and Lords Palatine of Maryland
Die Oberhäupter der Familie Calvert waren Lords Proprietary bzw. Lords Palatine der Province of Maryland. George Calvert, 1. Baron Baltimore, der die Royal Charter für die Errichtung der Kolonie beantragt hatte, starb kurz vor ihrer Erteilung 1632.
Lords Proprietary of Maryland
- Cæcilius Calvert, 2. Baron Baltimore (1633–1675), unter republikanische Kontrolle von 1650 bis 1658
- Charles Calvert, 3. Baron Baltimore (1675–1689), 1689 nach der Glorious Revolution seines Amtes enthoben, † 1715
- Charles Calvert, 5. Baron Baltimore (1715–1751), erhielt Maryland von König Georg I. zurück
- Frederick Calvert, 6. Baron Baltimore (1751–1771), war nie in Maryland
- Henry Harford, illegitimer Sohn Frederick Calverts (1771–1776), † 1835

Mit der Maryland Constitution of 1776 sagte sich Maryland von Großbritannien los. Thomas Johnson wurde 1777 erster gewählter Gouverneur Marylands.

## Barbados
Auch die Karibikinsel Barbados war zeitweise im Besitz eines Lords Proprietary:
- 1625–1627 Sir William Courteen
- 1627–1636 James Hay, 1. Earl of Carlisle
- 1636–1660 James Hay, 2. Earl of Carlisle
- 1660–1661 William Hay, 4. Earl of Kinnoull (verkaufte 1661 seine Rechte an die englische Krone)